# Въглищна риба
Въглищните риби (Anoplopoma fimbria) са вид актиноптери от семейство Anoplopomatidae.
Таксонът е описан за пръв път от Петер Симон Палас през 1814 година.